# Liste von Darstellungen des Blutwunders von Walldürn

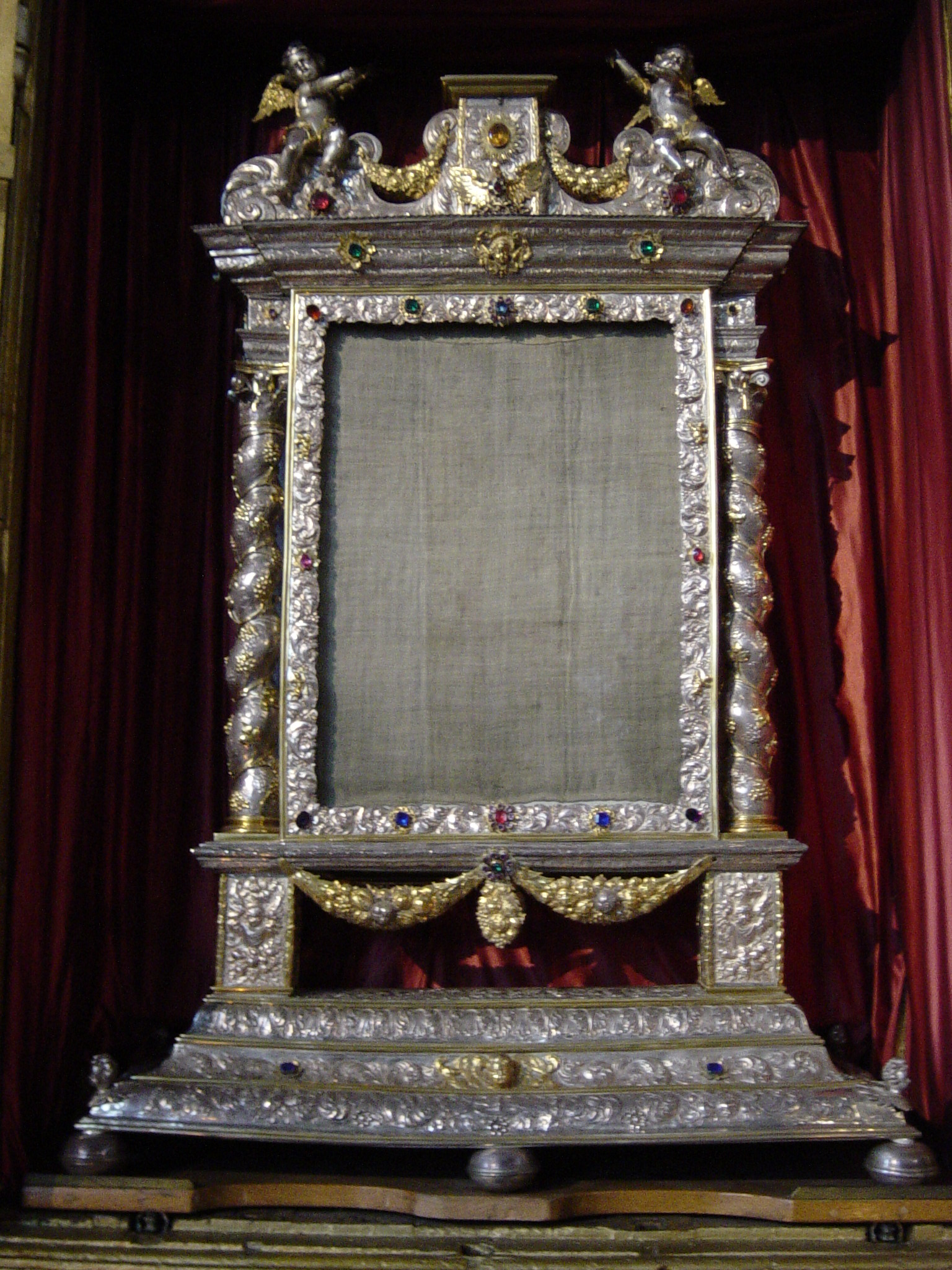
Schrein mit dem Korporale im Blutaltar in Walldürn

Diese Liste enthält Darstellungen des Blutwunders von Walldürn, das die Wallfahrt nach Walldürn im Neckar-Odenwald-Kreis in Baden-Württemberg begründete. Die Darstellungen in Form von Bildstöcken, Altären, Kapellen, Reliefs oder Ähnlichem lehnen sich an ein Korporale (Altardecke aus Leinen) aus dem Jahr 1330 mit einem Bild des gekreuzigten Jesus in der dortigen Wallfahrtsbasilika St. Georg an. Daher befinden sich die Darstellungen in der Regel an verschiedenen Wallfahrtswegen nach Walldürn. An einzelnen Bildstöcken wird das Blutwunder auch nur durch eine Inschrift erwähnt. Die Liste ist alphabetisch nach Ortsnamen sortiert, umfasst bestehende und ehemalige Darstellungen und erhebt keinen Anspruch auf Vollständigkeit.

## Darstellungen des Blutwunders von Walldürn
| Bild | Darstellungsart            | Ort                              | Lage                                                                    | Datierung             | Beschreibung |
| ---- | -------------------------- | -------------------------------- | ----------------------------------------------------------------------- | --------------------- | --- |
|      | Bildstock                  | Altheim                          | Alte Römerstraße ⊙                                                      |                       | |
|      | Fluraltar                  | Aschfeld                         | Eßbacher Höhe ⊙                                                         | 19./20. Jh.           | Inschriftsockel mit kreuzbekröntem Kreuztonnendach-Aufsatz über zwei Pfeilern und Reliefretabel ‚Blutwunder von Walldürn‘, Sandstein, 19./20. Jh. |
|      | Bildstock                  | Assamstadt                       | Krautheimer Straße 1 ⊙                                                  |                       | Dieser Bildstock mit einer Heilig-Blut-Darstellung und goldenem Abschlusskreuz befindet sich in der Ortsmitte der Gemeinde Assamstadt an einem alten Wallfahrtsweg nach Walldürn. |
|      | Bildstock                  | Baldersheim                      | St.-Georg-Straße, Ortsausgang nach Aub ⊙                                | 1875                  | Reliefaufsatz mit Blutwunder zu Walldürn und Pietà, sowie mit Kreuzbekrönung, auf abgefastem Vierkantschaft über Tischsockel, neugotisch, Sandstein, bezeichnet „1875“. |
|      | Bildstock                  | Ballenberg                       | Georg-Metzler-Straße 50 ⊙                                               |                       | Heilig-Blut-Bildstock an der Lorenzkapelle im Ravensteiner Stadtteil Ballenberg. |
|      | Bildstock                  | Beckstein                        | Am Seeb-Weg, Gewann Nonnenberg ⊙                                        | 1716                  | Barocker Bildstock mit dem Walldürner Blutbild und Abschlusskreuz in den Weinbergen von Beckstein, einem Stadtteil von Lauda-Königshofen. |
|      | Bildstock                  | Bergtheim-Opferbaum              | Wenzelsgrube, am Sportplatz ⊙                                           | 1720                  | Reliefaufsatz mit Hl. Kilian und Hl.-Blut-Darstellung, auf erneuerter Säule über Postament, Sandstein, bezeichnet 1720 in Bergtheim-Opferbaum (Unterfranken). |
|      | Bildstock                  | Böttigheim                       | Wertheimer Ring 1 ⊙                                                     | 18. Jh.               | Bildrelief mit einer Darstellung des Heiligen Blutes aus Sandstein, auf modernem Sockel, in einer Gartenmauer. |
|      | Bildstock                  | Dittwar                          | Talstraße 15 ⊙                                                          | 18. Jh.               | Bildstock zum Blutwunder an einem Wallfahrtsweg durch den Tauberbischofsheimer Stadtteil Dittwar. |
|      | Bildstock                  | Eichelsee                        | An den vierzehn Morgen; Straße nach Ochsenfurt ⊙                        | 18. Jh.               | Sandstein, Pfeiler und Aufsatz mit Kreuzigung und dem Blutwunder von Walldürn, 1. Hälfte 18. Jahrhundert. |
|      | Bildstock                  | Eiersheim                        | Gewann Drei Bilder ⊙                                                    | 1733                  | Erster Heilig-Blut-Bildstock im Külsheimer Stadtteil Eiersheim bei den Drei Bildern an der Straße nach Tauberbischofsheim. Er stammt von 1733. Auf dem Relief zeigt ein Engel das Walldürner Hl. Blutstuch. Inschrift: Errichtet 1733. Renoviert 1937. Die Bildtafel wurde in der Zeit vom 6.–15. August 1983 gestohlen.                    |
|      | Bildstock                  | Eiersheim                        | Hohe Straße ⊙                                                           | 1831                  | Zweiter Heilig-Blut-Bildstock in Eiersheim an der Hohen Straße (an einem Wallfahrtsweg zum Blutwunder von Walldürn). Auf einer ovalen mit Voluten versehenen Platte ist die Hl. Blut Corporale, darüber ist ein Engelskopf mit Flügeln. Inschrift: ZU EHREN DEM HEILIGEN BLUT 1831.                                                         |
|      | Bildstock                  | Eltmann                          | Nähe Goethestraße, an der Straße nach Trossenfurt ⊙                     | 1752                  | Sogenannter Heilig-Blut-Bildstock, Tabernakelbildstock, Gehäuse mit Segmentbogendachung auf Inschriftsockel, Rückwand mit Heiligem-Blut-Wunder von Walldürn, Rokoko, Sandstein, 1752. |
|      | Bildstock                  | Erbshausen-Sulzwiesen            | Holundergasse ⊙                                                         |                       | Am Eingang zur Holundergasse (in der Nähe der alten Kirche) trifft man auf einen alten Bildstock über das Blutwunder zu Walldürn. |
|      | Bildstock                  | Gamburg                          | ⊙                                                                       |                       | Erster von zwei Heilig-Blut-Bildstöcken im Werbacher Ortsteil Gamburg. |
|      | Bildstock                  | Gamburg                          | Uissigheimer Straße ⊙                                                   |                       | Zweiter von zwei Heilig-Blut-Bildstöcken in Gamburg. |
|      | Wegkreuz                   | Gamburg                          | Taubertalradweg                                                         |                       | Wallfahrts-Kreuz „zum hl. Blut“. Standort: am Taubertalradweg von Gamburg in Richtung Bronnbach, am Beginn des Steilwegs der Fußwallfahrt nach Walldürn. |
|      | Bildstock                  | Gaukönigshofen                   | an der Straße nach Tückelhausen                                         | 17./18. Jh.           | Relief mit Heiligblutdarstellung, 17./18. Jahrhundert. |
|      | Fußgängerpforte mit Relief | Geldersheim                      | Unterdorf 11 ⊙                                                          | 1877                  | Fußgängerpforte, bez. 1877 mit Relief des Blutwunders. |
|      | Bildstock                  | Gerchsheim                       | Wirtschaftsweg am Grundgraben ⊙                                         | 2020                  | |
|      | Bildstock                  | Greßthal                         | Obbacher Straße ⊙                                                       | 1773                  | Tabernakelbildstock mit Heilig-Blut-Darstellung in Greßthal, einem Ortsteil der Gemeinde Wasserlosen. Tischsockel mit reich verziertem Aufsatz, Retabel mit Blutwunder von Walldürn, bezeichnet „1773“. |
|      | Bildstock                  | Großrinderfeld                   | Alte Bischemer Straße ⊙                                                 | 1650. 1969 renoviert. | Mit Ecce-homo-Darstellung sowie Darstellung des Blutwunders. Großrinderfeld liegt am zweiten historischen Pilgerweg, vom Käppele nach Walldürn. Auf der Vorderseite: ECCE HOMO, auf der Rückseite: GOTT ZU EHREN und des HL. BLUTES zu WALTHÜRN DAHIER DIESER BILTSTOCK VON ETLICHEN GUTHERZIGEN WÜRTZBURGER WALLEYTEN AUFGERICHTET WORDEN. |
|      | Bildstock                  | Grünsfeld                        | Leuchtenbergstraße / Treppengasse ⊙                                     | 1739                  | Bildstock mit dem Walldürner Blutbild, 1739 bez. |
|      | Bildstock                  | Hammelburg                       | Am Schloßberg 3 ⊙                                                       | 18. Jh.               | Reliefaufsatz mit Bekrönungsfigur und Darstellung der Maria inmitten der Vierzehn Nothelfer, sowie das Blutwunder von Walldürn, auf Rundsäule über Sockel, Sandstein, 18. Jahrhundert. |
|      | Bildstock                  | Heidingsfeld                     | Kohlplatte                                                              | 1725/1953             | Inschriftsockel mit Säule und Reliefaufsatz Blutwunder von Walldürn, Kalkstein, barock, bezeichnet „1725“, Aufsatz bezeichnet „1953“. |
|      | Bildstock                  | Helmstadt                        | Mardertalstraße/Oberholzstraße ⊙                                        | 1803                  | Buntsandstein, Säule mit Reben und Reliefaufsatz des Walldürner Wunders und Kleeblattkreuz, bez. 1803. Obere Hälfte der Bildnische zeigt Flachrelief der Heiligen Dreifaltigkeit, die untere Hälfte das Blutwunder von Walldürn. |
|      | Bildstock                  | Hirschfeld                       | Sankt-Kilian-Straße 16 ⊙                                                | 1742                  | Kreuzschlepper, Sandsteinfigur auf Sockel mit Reliefdarstellung des Blutwunders von Walldürn, bez. 1742. |
|      | Feldkapelle                | Hochhausen                       | Eiersheimer Weg ⊙                                                       |                       | Bildnis des Blutwunders in der Heilig-Blut-Kapelle mit der Inschrift „Gott und dem Heiligen Blut zu ehren“. Die Feldkapelle befindet sich am Eiersheimer Weg, der vom Tauberbischofsheimer Stadtteil Hochhausen in Richtung des Külsheimer Stadtteils Eiersheim führt.                                                                      |
|      | Bildstock                  | Höpfingen                        | Fußgängerzone                                                           |                       | erstes Heilig-Blut-Bild in Höpfingen |
|      | Bildstock                  | Höpfingen                        | Walldürner Weg                                                          |                       | zweites Heilig-Blut-Bild in Höpfingen |
|      | Bildstock                  | Hohestadt                        | Am Lohweg ⊙                                                             | 1819                  | Bildstock, baldachinbekrönter Reliefaufsatz mit Blutwunder von Walldürn, auf Pfeiler über Postament (teilweise Kopie 1961), Sandstein, bezeichnet 1819. |
|      | Bildstock                  | Hopferstadt                      | Echterplatz ⊙                                                           | 1725                  | Reliefaufsatz mit Hl.-Blut-Darstellung, Rückseite mit Hl. Familie, auf ornamentiertem Pfeiler über Tischsockel, Sandstein, bezeichnet 1725. |
|      | Bildstock                  | Impfingen                        | Leintal ⊙                                                               | 1744                  | Blutwunderdarstellung mit Inschrift bei Weinbergen von Impfingen, einem Stadtteil von Tauberbischofsheim. Bildstock, 1744 bez., zum Blutwunder von Walldürn, im Leintal an der Panzerstraße gelegen. Inschrift: Gott zu loben und dem Blut zu ehren ist dieser Bildstock hier her gesetzt worden.                                           |
|      | Bildstock                  | Karlstadt                        | Laudenbacher Weg ⊙                                                      | 1621/1735             | Postament und Säule mit Inschriftkartusche sowie kreuzbekröntem zweiseitigem Reliefaufsatz 'Kreuzigungsgruppe' / 'Blutwunder von Walldürn', Sandstein, bezeichnet 1621 und 1735, Postament und Säule erneuert. |
|      | Prozessionsaltar           | Karsbach                         | Badersgasse                                                             | 18./19. Jh.           | Vermauerter Aufsatz mit Tonnendach und Kreuzbekrönung sowie Reliefretabel 'Walldürner Blutwunder', Sandstein, barock, 18. Jahrhundert, neoromanische Seitenwangen zweite Hälfte 19. Jahrhundert, Stipes nicht mehr erhalten. |
|      | Bildstock                  | Kirchhausen                      | Kapellenweg 51 ⊙                                                        |                       | Bildstock an der Eingangstür zur Dreifaltigkeitskapelle. Heilig-Blut-Bildstock mit Darstellung des Walldürner Blutwunders. |
|      | Bildstock                  | Kist                             | Am Dorfbrunnen                                                          | 1975                  | Am Dorfbrunnen befindet sich ein zeitgenössischer Bildstock, der als Ersatz für einen dort zuvor gestandenen, aber verwitterten Barockbildstock dient. Der jetzige Bildstock wurde 1975 geschaffen und stellt das Blutwunder von Walldürn dar.                                                                                              |
|      | Bildstock                  | Külsheim                         | Steinbacher Weg, Abzweigung Hundheim ⊙                                  | 18. Jh.               | Erster Bildstock mit Blutwunderdarstellung bei Külsheim. Am Steinbacher Weg Abzweigung Hundheim steht dieser Bildstock rebenumrankt mit gewundener Säule. Das Motiv des Bildes ist die Corporale mit dem Hl. Blut von der Wallfahrt zum Blutwunder von Walldürn.                                                                            |
|      | Wegkreuz                   | Külsheim                         | Am Weg zu den Weinbergen (Sauwiesen) ⊙                                  |                       | Wegkreuz. Am Weg zu den Weinbergen (Sauwiesen) steht dieses Kreuz mit einem Engelein, welches das Hl. Blut auffängt. |
|      | Wegkreuz                   | Külsheim                         | am Paradeis ⊙                                                           | 18. Jh.               | Caravacakreuz am Paradeis. Es befindet sich hinter dem Schloss am Paradeis. Es hat die Besonderheit, dass drei Engelein das Hl. Blut auffangen. Inschrift und Jahreszahl fehlen. Wohl aus dem 18. Jahrhundert. |
|      | Kapelle                    | Löffelstelzen                    | Parkplatz Ketterwald ⊙                                                  |                       | Heilig-Blut-Kapelle im Ketterwald des Bad Mergentheimer Ortsteils Löffelstelzen. |
|      | Bildstock                  | Lülsfeld                         | An der Linde ⊙                                                          | 1802                  | Vierkantschaft auf niedrigem Sockel, Bildaufsatz mit geschweiftem Rundbogen, Darstellung der Pietà, auf der Rückseite Blutwunder von Walldürn (zerstört), Sandstein, bezeichnet „1802“. |
|      | Bildstock                  | Motten                           | Häg in der Buch                                                         | 1762                  | Relieftafel mit Darstellung der 14 Nothelfer und des Blutes Christi von Walldürn, auf Rundsäule mit Volutenkapitell über kastenartigem Postament mit Inschrift, Sandstein, bezeichnet „1762“. |
|      | Bildstock                  | Neckarsulm                       | Ortsrand zwischen Sulm und Gymnasium                                    |                       | Bildstock mit dem Blutwunder von Walldürn, zerstört im Zweiten Weltkrieg. |
|      | Bildstock                  | Neubessingen                     | Zum Füllerhof ⊙                                                         | 1741                  | Tischsockel mit Postament und Volutensäule sowie Inschriftkartusche mit kreuzbekröntem Reliefaufsatz 14 Heilige Nothelfer/Walldürner Blutwunder, seitlich Heiliger Nikolaus/Heiliger Valentin, Sandstein, 1741. |
|      | Kreuzschlepper             | Röthlein                         | Sankt-Kilian-Straße 16 ⊙                                                | 1742                  | Sandsteinfigur auf Sockel mit Reliefdarstellung des Blutwunders von Walldürn |
|      | Bildstock                  | Schlierstadt                     | Kirchstraße 5 ⊙                                                         |                       | Heilig-Blut-Bildstock in Schlierstadt, einem Stadtteil von Osterburken. |
|      | Bildstock                  | Schönfeld                        | Schwarzes Bild ⊙                                                        |                       | Bildstock mit einer Blutwunderdarstellung im Großrinderfelder Ortsteil Schönfeld. Darstellung der vierzehn Nothelfer (oberer Teil) sowie des Blutwunders von Walldürn (darunter); befindet sich am Ortsausgang am Mooserweg, der von der Kleinrinderfelder Straße abzweigt, Gewann Schwarzes Bild.                                          |
|      | Bildstock                  | Schweinheim                      | Beim Weißen Bildstock; zwischen Ebersbacher Straße und Hang zum Erbig ⊙ | 17. Jh.               | Sog. „Weißer Bildstock“ mit einer symbolischen Darstellung des Blutwunders im Aschaffenburger Stadtteil Schweinheim. Gemauerter Pfeiler mit Satteldach und rundbogiger Nische, 17. Jahrhundert. |
|      | Prozessionsaltar           | Sulzthal                         | Hohe Straße 13 ⊙                                                        | 1733                  | Baldachinartige Rundbogenbedachung mit Evangelist Markus als Bekrönungsfigur, Rückwand mit Relief des Blutwunders von Walldürn, auf würfelförmigem Sockel mit Inschriftenkartusche, Sandstein, bezeichnet „1733“. |
|      | Bildstock                  | Unterneudorf                     | Ortsstraße 8 ⊙                                                          |                       | Heilig-Blut-Bildstock in Unterneudorf, einem Stadtteil von Buchen. |
|      | Bildstock                  | Unterthingau                     | ⊙                                                                       |                       | Gemälde in der Kapelle Maria Trost. Seitlich des Chorbogens hängen zwei Gemälde statt der abgegangenen Seitenaltäre. Auf dem linken Bild ist das Blutwunder von Walldürn (um 1760) dargestellt, rechts ist als Maria-Trost-Bild eine Pietà von Andreas Mayr aus dem späten 19. Jahrhundert zu sehen.                                        |
|      | Bildstock                  | Volkach                          | Dr.-Eugen-Schön-Straße/Prof.-Jäcklein-Straße ⊙                          | 18. Jh.               | Sog. Blutsmarter in Volkach. Ein Altarbildstock mit einem Relief des Blutwunders von Walldürn. |
|      | Blutbild                   | Walldürn                         | Wallfahrtsplatz ⊙                                                       |                       | Blutbild mit dem gekreuzigten Jesus hinter dem Freialtar am Wallfahrtsplatz der Wallfahrtskirche St. Georg in Walldürn. |
|      | Bildstock                  | Westheim                         | Westheimer Hauptstraße 36 ⊙                                             | 17./18. Jh.           | Dreiseitiger Aufsatz mit gedrehten Ecksäulen, Walldürner Blutwunder und Monstranz, Sandstein, barock, 17./18. Jahrhundert. |
|      | Martersäule                | Willanzheim                      | Bromberg; an der Straße nach Iphofen ⊙                                  |                       | Auf einfachem Vierkantsockel eine schlichte viereckige Säule, Bildaufsatz mit dem Blutwunder von Walldürn und den Vierzehn Nothelfern. |
|      | Bildstock                  | Würzburg (Ortsteil Steinbachtal) | Walldürner Weg                                                          | 1725                  | Darstellung des Gekreuzigten mit 11 Veronika-Bildern. Laut Inschrift errichtet 1725 |
|      | Wegkreuz mit Sockel        | Zeuzleben                        | Am Rasenweg ⊙                                                           |                       | Wegkreuz, Darstellung des Blutwunders von Walldürn auf Sockel. |